# Juliana Felisberta
Juliana Felisberta (Santos, 22 luglio 1983) è una giocatrice di beach volley brasiliana.

## Biografia
Ha debuttato nel circuito professionistico internazionale il 18 settembre 2003 a Carson, negli Stati Uniti d'America, in coppia con Jackie Silva piazzandosi in 25ª posizione. Il 10 luglio 2004 ha ottenuto la sua prima vittoria in una tappa del World tour a Palma di Maiorca, in Spagna, insieme a Larissa França. Nel massimo circuito FIVB ha trionfato per 44 volte, sempre in coppia con Larissa e per sette volte ha concluso la classifica finale in prima posizione.
Pur essendosi qualificata all'edizione dei Giochi olimpici a Pechino 2008 non ha potuto prendere parte alla manifestazione a causa di un infortunio al ginocchio ed è stata sostituita dalla connazionale Ana Paula Connelly. Quattro anni più tardi, a Londra 2012 ha conquistato la medaglia di bronzo in coppia con Larissa França.
Ai campionati mondiali ha ottenuto quattro medaglie: una d'oro a Roma 2011, due d'argento a Berlino 2005 ed a Stavanger 2009 ed una di bronzo a Gstaad 2007, tutte in coppia Larissa.
Nelle rassegne iridate giovanili ha conquistato una medaglia d'oro ai mondiali juniores a Catania 2002, con Taiana Lima.
Ha vinto inoltre due medaglie d'oro ai Giochi panamericani di Rio de Janeiro 2007 e di Guadalajara 2011, sempre insieme a Larissa.

## Palmarès

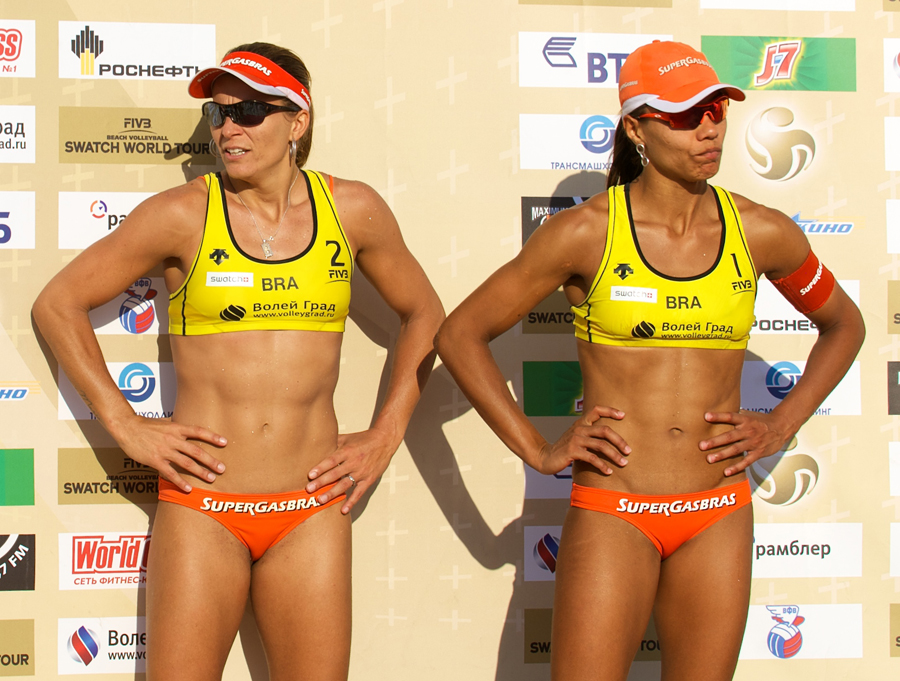
Juliana Felisberta (d) e Larissa França, 2011

### Giochi olimpici
- 1 bronzo: a Londra 2012

### Campionati mondiali
- 1 oro: a Roma 2011
- 2 argenti: a Berlino 2005 ed a Stavanger 2009
- 1 bronzo: a Gstaad 2007

### Giochi panamericani
- 2 ori: a Rio de Janeiro 2007 ed a Guadalajara 2011

### Campionati mondiali juniores
- 1 oro: a Catania 2002

### World tour
- Vincitrice per 7 volte della classifica generale: nel 2005, nel 2006, nel 2007, nel 2009, nel 2010, nel 2011 e nel 2012
- 77 podi: 44 primi posti, 19 secondi posti e 15 terzi posti

#### World tour - vittorie
| Data              | Località         | Nazione       | in coppia con  |
| ----------------- | ---------------- | ------------- | -------------- |
| 10 luglio 2004    | Palma di Maiorca | Spagna        | Larissa França |
| 21 maggio 2005    | Shanghai         | Cina          | Larissa França |
| 12 giugno 2005    | Milano           | Italia        | Larissa França |
| 18 giugno 2005    | Gstaad           | Svizzera      | Larissa França |
| 9 luglio 2005     | San Pietroburgo  | Russia        | Larissa França |
| 28 agosto 2005    | Montréal         | Canada        | Larissa França |
| 30 ottobre 2005   | Acapulco         | Messico       | Larissa França |
| 14 maggio 2006    | Modena           | Italia        | Larissa França |
| 1º luglio 2006    | Stavanger        | Norvegia      | Larissa França |
| 8 luglio 2006     | Marsiglia        | Francia       | Larissa França |
| 22 luglio 2006    | San Pietroburgo  | Russia        | Larissa França |
| 29 luglio 2006    | Parigi           | Francia       | Larissa França |
| 17 settembre 2006 | Porto Santo      | Portogallo    | Larissa França |
| 30 settembre 2006 | Vitória          | Brasile       | Larissa França |
| 10 giugno 2007    | Varsavia         | Polonia       | Larissa França |
| 16 giugno 2007    | Espinho          | Portogallo    | Larissa França |
| 11 agosto 2007    | Kristiansand     | Norvegia      | Larissa França |
| 18 agosto 2007    | Åland            | Finlandia     | Larissa França |
| 1º settembre 2007 | San Pietroburgo  | Russia        | Larissa França |
| 30 marzo 2008     | Adelaide         | Australia     | Larissa França |
| 25 maggio 2008    | Osaka            | Giappone      | Larissa França |
| 25 aprile 2009    | Brasilia         | Brasile       | Larissa França |
| 24 maggio 2009    | Osaka            | Giappone      | Larissa França |
| 18 luglio 2009    | Mosca            | Russia        | Larissa França |
| 1º agosto 2009    | Klagenfurt       | Austria       | Larissa França |
| 8 agosto 2009     | Stare Jabłonki   | Polonia       | Larissa França |
| 22 agosto 2009    | Åland            | Finlandia     | Larissa França |
| 29 agosto 2009    | L'Aia            | Paesi Bassi   | Larissa França |
| 13 settembre 2009 | Barcellona       | Spagna        | Larissa França |
| 24 aprile 2010    | Brasilia         | Brasile       | Larissa França |
| 30 maggio 2010    | Seul             | Corea del Sud | Larissa França |
| 3 luglio 2010     | Stavanger        | Norvegia      | Larissa França |
| 10 luglio 2010    | Gstaad           | Svizzera      | Larissa França |
| 31 luglio 2010    | Klagenfurt       | Austria       | Larissa França |
| 7 agosto 2010     | Stare Jabłonki   | Polonia       | Larissa França |
| 14 agosto 2010    | Kristiansand     | Norvegia      | Larissa França |
| 22 aprile 2011    | Brasilia         | Brasile       | Larissa França |
| 1º maggio 2011    | Sanya            | Cina          | Larissa França |
| 9 luglio 2011     | Gstaad           | Svizzera      | Larissa França |
| 30 luglio 2011    | Stare Jabłonki   | Polonia       | Larissa França |
| 28 agosto 2011    | L'Aia            | Paesi Bassi   | Larissa França |
| 12 maggio 2012    | Pechino          | Cina          | Larissa França |
| 15 luglio 2012    | Berlino          | Germania      | Larissa França |
| 18 agosto 2012    | Stare Jabłonki   | Polonia       | Larissa França |

#### World tour - trofei individuali
- 3 volte migliore giocatrice (MOP): nel 2009, nel 2010 e nel 2011
- 3 volte migliore giocatrice in attacco: nel 2006, nel 2010 e nel 2012
- 2 volte migliore giocatrice a muro: nel 2009 e nel 2010
- 1 volta giocatrice più sportiva: nel 2011